# Hudson Greene
Hudson Greene es un complejo de apartamentos en Jersey City (Estados Unidos). Consta de dos torres, East Tower en 77 Hudson Street, que son condominios, y West Tower en 70 Greene Street, que son apartamentos de alquiler. Ambos tienen 48 pisos y 152 m de altura. La construcción de las torres comenzó el 25 de junio de 2006 y se completó en 2009 (77 Hudson) y 2010 (70 Greene). La Torre Este en 77 Hudson Street tiene 420 residencias y 1765 m²  de superficie comercial a pie de calle. El edificio fue diseñado por el estudio de arquitectura CetraRuddy .
La construcción de edificios estuvo plagada de varios problemas. Un incendio en la Torre Oeste en octubre de 2007 retrasó la construcción. La lucha contra el fuego resultó difícil debido a la etapa de construcción y el estado de los pisos y tuberías públicas. Cinco meses después, en marzo de 2008, un trabajador de la construcción cayó 14 pisos y murió.
El edificio es parte de un auge de la construcción más grande en el deteriorado distrito ferroviario, de almacenes y frente al mar de Jersey City, que se está reconstruyendo como grandes torres como esta. Ha sido descrito como "uno de los más hermosos de Jersey City gracias a sus fachadas de vidrio azul, ángulos suaves y proyecciones de balcones en sus secciones inferiores".

## Premios y reconocimientos
Ganó varios premios, entre ellos:
- Premios NJ Golden Trowel 2009 - Premio de albañilería
- 2009 NY Residential Magazine - Mejor proyecto de NJ
- 2011 Council on Tall Buildings and Urban Habitat (CTBUH) Mejores edificios altos - Mención de honor